# Cleo Romagnoli
Cleo Romagnoli, pseudonimo di Cleopatra Costa (Roma, 1913 – Roma, 2005), è stata una stilista italiana.

## Biografia
Dopo aver iniziato a 16 anni il suo tirocinio nel mondo della moda con la sorella Clelia Venturi a Parigi, nel 1938 inaugura il suo primo piccolo atelier in via Gregoriana, nel palazzo della duchessa Colonna di Cesarò, che per oltre un cinquantennio sarà punto di riferimento internazionale della creazione di acconciature per l’Alta Moda, per il cinema e il teatro. 
Da quel momento inizia un ininterrotto e affascinante lavoro di creatività e fantasia che, unite a un rigorosissimo artigianato, la portano ad essere la più ricercata creatrice di cappelli e acconciature per l’alta società internazionale, oltre che italiana. 
Nel 1947 è testimone del New look di Christian Dior e partecipa del fervore artistico-culturale di quegli anni di rinnovamento post-bellico, con la frequentazione di Léonor Fini, Jean Cocteau e persino della mitica Colette, della cui Gigi assiste alla prima alla Comèdie Française. Nel 1949 realizza il cappello per il matrimonio di Linda Christian con Tyron Power. 
Negli anni Cinquanta lavorano da Cleo circa 15 lavoranti e tra le sue clienti ci sono le figlie di Guglielmo Marconi, l’Infanta Beatrice di Spagna e la regina Sofia, la dinastia delle Khan da Shalima a Begum e Yasmine, le regine di Giordania, Farah Diba, le signore Della Gherardesca a Firenze, Evita Perón, Rita Levi Montalcini, Susanna Agnelli, e le grandi dive del cinema come Lucia Bosè, Rita Hayworth, Ingrid Bergman, Audrey Hepburn, Silvana Mangano, Anna Magnani, Sophia Loren, Claudia Cardinale, Grace Kelly. 
Fin dagli anni Cinquanta collabora con le firme più prestigiose dell’Alta Moda italiana: Fabiani, Simonetta, le Sorelle Fontana, Rocco Barocco, Fendi, Valentino, Balenciaga, De Luca, Lancetti e con lo stilista scultore per eccellenza Roberto Capucci.
Collabora anche con sceneggiatori e costumisti, fra i quali Piero Gherardi e Piero Tosi, per il quale ha creato i cappelli di Liv Ullmann in Scene da un matrimonio, e Veniero Colasanti, per il quale ha realizzato le acconciature del film Nina.
Il regista Alessandro Blasetti le commissiona i cappelli di Silvana Mangano per il film Io, io, io…e gli altri, mentre Luchino Visconti le chiede la collaborazione per le acconciature da ballo del Gattopardo, per Gruppo di famiglia in un interno, per Morte a Venezia e L'Innocente. 
Cleo Romagnoli è insignita dell’onorificenza di Cavaliere ufficiale dell’Ordine al merito della Repubblica italiana nel 1983 e nel 1990 di quella di Commendatore, rispettivamente dai presidenti della Repubblica Sandro Pertini e Francesco Cossiga. 
Le sue creazioni vengono esposte in mostre di documentazione storica del costume e della moda: basti ricordare quella prestigiosissima che si tiene, nel 2002, al Palazzo delle Esposizioni in Roma dal titolo Roma 1948-1959. Arte, cronaca e cultura dal neorealismo alla dolce vita. La stessa mostra viene esposta al Musée des Beaux Arts di Mons in Belgio e, nell’ambito del Festival Europalia, in occasione del semestre di presidenza italiana dell’Unione Europea, viene diffusa in altri importanti musei del Belgio. 

## Archivio
Cleo Romagnoli ha donato al suo collaboratore Mauro Garasonni, in arte Gala, alcune fotografie che vanno dal 1936 al 2006, 15 cappelli di inizi anni '40, vari disegni tra cui disegni di Mauro Gala, Valentino, Pino Lancetti e Piero Tosi, oltre a carte della sorella Clelia Venturi. 